# Tevfik Rüştü Aras
Tevfik Rüştü Aras, även nämnd som Tewfik Ruchdi bej, född 1883 i Canakkale, Ottomanska riket, död 5 januari 1972 i Istanbul, var en turkisk läkare och politiker som tjänstgjorde som utrikesminister i Turkiet under tiden för Atatürks maktinnehav (1923–1938).

## Biografi
Aras avlade examen vid läkarskolan i Beirut och arbetade som läkare i Izmir, Istanbul och Thessaloniki. Han blev medlem av kommittén för Union och framsteg där han träffade Mustafa Kemal Atatürk, grundare av Republiken Turkiet. År 1918 blev han medlem i högre kommissionen för hälsa och gifte han sig då också med journalisten Evliyazade Makbule, som kom från en rik familj från Izmır.

## Politisk karriär
Aras deltog i revolutionen 1908 och gjorde en betydande insats i frihetskriget 1918–1923. Han var två gånger hälsovårdsminister, vidare ordförande i turkiska kommissionen för utväxling av befolkning mellan Turkiet och Grekland samt vapenbroder och medicinsk rådgivare till Kemal Atatürk. Som utrikesminister 1923–1938 tillvaratog han skickligt den nya turkiska nationalstatens intressen och deltog i en mängd internationella konferenser, från 1932 bland annat även i Nationernas förbund. Åren 1939–1943 var han Turkiets ambassadör i United Kingdom.

## Roll i det armeniska folkmordet
Aras var svärson till Nazim Bey, en av de främsta organisatörerna av det armeniska folkmordet. Han blev generalinspektör för hälsovårdstjänsten och fick till uppgift att destruera folkmordets armeniska offer. Han organiserade bortskaffandet av armeniska lik med tusentals kilo kalk under en tid av sex månader. Kropparna dumpades i brunnar som sedan fylldes med kalk och förseglades med jord. Aras fick sex månader för att slutföra uppgiften, varefter han återvände till Istanbul.  H. W. Glockner, en brittisk krigsfånge, skrev i sina memoarer att han hade sett kropparna av de mördade armenierna i Urfa kastade i stora grusgravar och täckta med kalk, precis som Aras har blivit instruerad att göra.